# John FitzMaurice (vicomte Kirkwall)
John Hamilton FitzMaurice, vicomte Kirkwall (9 octobre 1778 - 23 novembre 1820), connu sous le nom de John FitzMaurice jusqu'en 1791, est un homme politique britannique. 

## Biographie
Il est le fils de Thomas Fitzmaurice, fils cadet de John Petty (1er comte de Shelburne). Sa mère est Mary, suo jure comtesse des Orcades, fille de Murrough O'Brien (1er marquis de Thomond) et Mary, suo jure comtesse des Orcades. Le Premier ministre de la Grande-Bretagne, Lord Shelburne, William Petty FitzMaurice, est son oncle. Il porte le titre de courtoisie vicomte Kirkwall lorsque sa mère devient comtesse des Orcades en 1791. 
Il est élu député pour Heytesbury en 1802, un siège qu'il occupe jusqu'en 1806, et représente Denbigh entre 1812 et 1818. 

## Famille
Lord Kirkwall épouse Anna Maria, fille de John Blaquiere (1er baron de Blaquiere), en 1802. Il meurt en novembre 1820, à l'âge de 42 ans, précédant sa mère de onze ans. Son fils aîné Thomas devient comte à la mort de sa grand-mère. Son deuxième fils, William est un homme politique. Lady Kirkwall est décédée en janvier 1843. 